# Hypolimnas rarik
Hypolimnas rarik är en fjärilsart som beskrevs av Escholtz 1821. Hypolimnas rarik ingår i släktet Hypolimnas och familjen praktfjärilar. Inga underarter finns listade i Catalogue of Life.